# Roberto Rodríguez Fernández
Roberto Rodríguez Fernández, mais conhecido como El Vaquerito (nasceu em 7 de julho de 1935 em Sancti Spíritus; e morreu em 30 de dezembro de 1958 em Santa Clara, Cuba) foi um guerrilheiro da Revolução cubana, liderada por Fidel Castro. Atuava na Coluna 8 Ciro Redondo, sob as ordens de Che Guevara, quem o designou como chefe do Pelotón Suicida, um grupo de elite formado por combatentes voluntários responsáveis por empreender as missões mais difíceis em conflito. O pelotão foi fundamental para a vitória em um dos momentos mais decisivos da campanha revolucionária: a Batalha de Santa Clara.[carece de fontes?]
El Vaquerito chegou ao acampamento guerrilho na Sierra Maestra descalço, Celia Sánchez lhe deu um par de botas de origem mexicana que lhe rendeu o apelido. Ao ver o companheiro, Che Guevara observou: “Com os novos sapatos e o chapéu de camponês, parecia um vaqueiro mexicano". Desde então, passou a ser conhecido por todos como El Vaquerito. 
Morreu em conflito, tragicamente, um dia antes da queda de Fulgencio Batista. É lembrado por seu humor constante e tornou-se um dos heróis mais queridos de Cuba. 

## Biografia
El Vaquerito nasceu próximo a vila de Morón, na antiga Provincia Central, hoje Sancti Spíritus, em uma família humilde de guajiros (camponeses). Incorporou-se à guerrilha liderada por Fidel Castro em abril de 1957. Realizou missões como mensageiro e depois soldado da Coluna 1 José Martí. Ofereceu-se como voluntario para participar na invasão comandada por Camilo Cienfuegos e Ernesto Guevara na expansão do conflito para a região ocidental da ilha. Foi aceito e designado à Coluna 8 Ciro Redondo sob as ordens de Guevara. Destacou-se no combate de La Federal e na tomada de Caibarién, alcançou a patente de capitão e o comando de um dos grupos de elites mais importantes da Revolução Cubana.[carece de fontes?]

## Morte
Em 30 de dezembro 1958, caiu em combate durante a Batalha de Santa Clara. Havia recebido a ordem de atacar com apenas 24 homens a estação de polícia da cidade, onde havia mais de 300 homens bem equipados, apoiados por força terrestre e aérea. Já próximo a estação, em um intenso tiroteio, foi atingido por uma bala na cabeça, foi levado de imediato ao comando das forças rebeldes, mas acabou morrendo pouco tempo depois.[carece de fontes?]
Ao saber da morte de El Vaquerito, o comandante Ernesto Guevara exclamou: “Me han matado cien hombres”. 
O comando da polícia que atacava ao morrer foi transformado em uma escola que recebeu o nome de "El Vaquerito" em sua homenagem. 
Desde dezembro de 2009, seus restos encontram-se com os demais caídos durante a Guerra de Liberação no mausoléu dedicado a Frente de Las Villas, próximo de onde descansam os restos do Comandante Ernesto Guevara.